# 경쟁적 저해
경쟁적 저해(영어: competitive inhibition) 또는 경쟁적 억제 또는 길항적 억제는 효소의 작용을 저해하는 양식 중 하나로, 기질과 경쟁적으로 작용하며 기질과 모양이 비슷해 효소의 활성부위에 결합하게 된다.

## 같이 보기
- 효소
- 효소 저해제
- 무경쟁적 저해 (non-competitive inhibition)
- 반경쟁적 저해 (uncompetitive inhibition)